# Ernst Pleßl
Ernst Pleßl (* 20. März 1928 in Dallein; † 15. Jänner 2007 in Horn) war ein österreichischer Lehrer und Landeshistoriker.

## Leben
Pleßl besuchte nach der Matura am Horner Gymnasium die Universität Wien, wo er Geografie und Geschichte studierte. 1955 wurde er mit einer Arbeit zur Ortsgeschichte von Dallein promoviert. Von 1955 bis 1992 war er als Lehrkraft an Horner Schulen tätig.
Als Wissenschaftler beschäftigte er sich – als Schüler und in der Nachfolge von Adalbert Klaar – mit historischen Siedlungs- und Flurformen Österreichs, hauptsächlich aber des nördlichen Niederösterreichs. Darüber liegen etwa 70 Veröffentlichungen vor. In seinen Werken vertrat Pleßl eine eigenständige siedlungsgeografische Methode. Seine Forschungsergebnisse verbreitete er auch in zahlreichen Vorträgen und war dadurch sehr populär. Die angestrebte Berufung an die Universität Wien blieb ihm aber versagt.
Unter den zahlreichen Ehrungen ist vor allem das Goldene Ehrenzeichen für Verdienste um die Republik Österreich erwähnenswert.

## Veröffentlichungen
- Ländliche Siedlungsformen Österreichs im Luftbild. Landschaftliche Luftbildauswertung im mitteleuropäischen Raum 9, 1969.
- Historische Siedlungs- und Flurformen in Niederösterreich. Wissenschaftliche Schriftenreihe Niederösterreich 32, St. Pölten 1978.
- Dorftypen des Wald- und Weinviertels. In: Mannus 51, 1985, S. 329–359.
- Die Siedlungslandschaft des nordöstlichen Waldviertels. Die Entwicklung des Zeilendorfes in dieser Region. Horn 1999.

| Personendaten    | Personendaten                                |
| ---------------- | -------------------------------------------- |
| NAME             | Pleßl, Ernst                                 |
| KURZBESCHREIBUNG | österreichischer Lehrer und Landeshistoriker |
| GEBURTSDATUM     | 20. März 1928                                |
| GEBURTSORT       | Dallein, Niederösterreich                    |
| STERBEDATUM      | 15. Januar 2007                              |
| STERBEORT        | Horn, Niederösterreich                       |